# Frank Kearton, Baron Kearton
Christopher Frank Kearton, Baron Kearton Kt OBE FRS (* 16. Februar 1911 in Congleton, Cheshire; † 2. Juli 1992 in Stoke Mandeville, Buckinghamshire) war ein britischer Wirtschaftsmanager, der 1970 als Life Peer aufgrund des Life Peerages Act 1958 Mitglied des House of Lords wurde.

## Leben
Kearton, Sohn eines Maurers, begann nach dem Besuch der Hanley High School sowie einer Grammar School 1929 ein Studium der Chemie am St John’s College der University of Oxford, das er 1933 mit einem Bachelor of Arts (B.A. Chemistry) als Jahrgangsbester abschloss. Im Anschluss war er zwischen 1933 und 1940 als Mitarbeiter beim Chemieunternehmen Imperial Chemical Industries (ICI) in London tätig, ehe er während des Zweiten Weltkrieges von 1940 bis 1945 beim Atomic Energy Project, dem Kernenergie-Programm der britischen Regierung, tätig war. Dabei kam es unter anderem mit Rudolf Peierls, Klaus Fuchs und Tony Skyrme auch zur Zusammenarbeit mit dem US-amerikanischen Atombomben-Programm (Manhattan-Projekt). Für seine dortigen Verdienste wurde ihm nach Kriegsende 1945 das Offizierskreuz des Order of the British Empire verliehen.
Anschließend trat er 1945 als Manager und Leiter einer Abteilung für Chemieingenieurwesen in dem zur Familie von Samuel Courtauld gehörenden Chemie- und Textilunternehmens Courtaulds ein, wurde dort 1952 zunächst Vorstandsmitglied und war zwischen 1961 und 1964 stellvertretender Vorstandsvorsitzender. Danach übernahm Kearton, der 1961 Fellow der Royal Society wurde, die Funktion des Vorstandsvorsitzenden und bekleidete diese elf Jahre lang bis 1975. Während dieser Zeit war er zuletzt von 1972 bis 1974 auch Präsident der Society of Chemical Industry (SCI) und engagierte sich daneben von 1973 bis 1980 auch als Vorsitzender der Royal Society for the Prevention of Accidents, der Königlichen Gesellschaft zur Unfallverhütung.
Kearton, der 1966 als Knight Bachelor in den Ritterstand erhoben wurde und fortan den Namenszusatz „Sir“ trug, wurde durch ein Letters Patent vom 5. Februar 1970 als Life Peer mit dem Titel Baron Kearton, of Whitchurch in the County of Buckingham, Mitglied des House of Lords, dem er bis zu seinem Tod angehörte.
Nach seinem Ausscheiden bei Courtaulds wurde er 1976 Vorstandsvorsitzender und Chief Executive Officer der aufgrund des Petroleum & Submarine Pipe-lines Act 1975 neugegründeten British National Oil Corporation (BNOC) und behielt diese Funktionen bis 1979. Daneben bekleidete er von 1978 bis 1979 auch das Amt des Vorsitzenden der British Association for the Advancement of Science. Danach übernahm er 1980 als Nachfolger von Christopher Hinton, Baron Hinton of Bankside das Amt des Kanzlers der University of Bath und übte diese Funktion bis zu seinem Tod aus. Zugleich war er von 1980 bis 1982 Vorsitzender von ASLIB, der Vereinigung der Fachbibliotheken und Informationsbüros (Association of Special Libraries and Information Bureaux).

## Ehrungen und Auszeichnungen
Für seine langjährigen Verdienste in Industrie und Gesellschaft wurde Kearton mehrfach ausgezeichnet. Er erhielt unter anderem folgende Ehrungen:
- Honorary Fellow, St John’s College (Oxford) (1965)
- Companion of the Textile Institute (1965)
- Honorary Doctor of Science (DSc), University of Bath (1966)
- Honorary Fellow, UMIST (1966)
- Honorary Doctor of Laws (LLD), University of Leeds (1966)
- Honorary Fellow, Institution of Chemical Engineers (1968)
- Honorary Doctor of Science (DSc), Aston University (1970)
- Honorary Doctor of Science (DSc), University of Reading (1970)
- Honorary Doctor of Science (DSc), Keele University (1970)
- Fellow (FRSA), Royal Society of Arts (1970)
- Fellow, Society of Dyers and Colourists (1974)
- Honorary Doctor of Science (DSc), University of Ulster (1975)
- Fellow, Imperial College, London (1976)
- Grand Officiale, Verdienstorden der Italienischen Republik (1977)
- Doctor of Civil Law (DCL), University of Oxford (1978)
- Doctor of the University (DUniv), Heriot-Watt University (1979)
- Companion of the British Institute of Management (1980)
- Honorary Doctor of Laws (LLD), University of Strathclyde (1981)
- Honorary Doctor of Laws (LLD), University of Bristol (1988)